# Університет Миколи Кузанського
Університет Микола Кузанський (італ. Università degli Studi Niccolò Cusano — UNICUSANO) — приватний університет, розташований в центрі Риму (Via don Carlo Gnocchi, 3). Університет Кузанський надає можливість отримання довузівської підготовки, здобуття вищої та післядипломної освіти. Є в даний час 10.107 студентів..